# Aphanandromyces
Aphanandromyces — рід грибів родини Laboulbeniaceae. Назва вперше опублікована 1982 року.

## Класифікація
До роду Aphanandromyces відносять 1 вид:
- Aphanandromyces audisioi